# Brocchinia hechtioides
Brocchinia hechtioides — вид рослин із родини бромелієвих.

## Поширення
Зростає на півночі Південної Америки — пд.-сх. Колумбія, пд. Венесуела, зх. Гаяна.

## Використання
Вирощується й поширюється серед любителів хижих рослин.